# Opsiphanes wilhelminae
Opsiphanes wilhelminae är en fjärilsart som beskrevs av Johannes Karl Max Röber 1906. Opsiphanes wilhelminae ingår i släktet Opsiphanes och familjen praktfjärilar. Inga underarter finns listade i Catalogue of Life.